# Georges Collinet
 (juin 2024).
La mise en forme du texte ne suit pas les recommandations de Wikipédia : il faut le « wikifier ».
Les points d'amélioration suivants sont les cas les plus fréquents. Le détail des points à revoir est peut-être précisé sur la page de discussion.
- Les titres sont pré-formatés par le logiciel. Ils ne sont ni en capitales, ni en gras.
- Le texte ne doit pas être écrit en capitales (les noms de famille non plus), ni en gras, ni en italique, ni en « petit »…
- Le gras n'est utilisé que pour surligner le titre de l'article dans l'introduction, une seule fois.
- L'italique est rarement utilisé : mots en langue étrangère, titres d'œuvres, noms de bateaux, etc.
- Les citations ne sont pas en italique mais en corps de texte normal. Elles sont entourées par des guillemets français : « et ».
- Les listes à puces sont à éviter, des paragraphes rédigés étant largement préférés. Les tableaux sont à réserver à la présentation de données structurées (résultats, etc.).
- Les appels de note de bas de page (petits chiffres en exposant, introduits par l'outil «  Source ») sont à placer entre la fin de phrase et le point final[comme ça].
- Les liens internes (vers d'autres articles de Wikipédia) sont à choisir avec parcimonie. Créez des liens vers des articles approfondissant le sujet. Les termes génériques sans rapport avec le sujet sont à éviter, ainsi que les répétitions de liens vers un même terme.
- Les liens externes sont à placer uniquement dans une section « Liens externes », à la fin de l'article. Ces liens sont à choisir avec parcimonie suivant les règles définies. Si un lien sert de source à l'article, son insertion dans le texte est à faire par les notes de bas de page.
- La présentation des références doit suivre les conventions bibliographiques. Il est recommandé d'utiliser les modèles {{Ouvrage}}, {{Chapitre}}, {{Article}}, {{Lien web}} et/ou {{Bibliographie}}. Le mode d'édition visuel peut mettre en forme automatiquement les références.
- Insérer une infobox (cadre d'informations à droite) n'est pas obligatoire pour parachever la mise en page.

Pour une aide détaillée, merci de consulter Aide:Wikification.
Si vous pensez que ces points ont été résolus, vous pouvez retirer ce bandeau et améliorer la mise en forme d'un autre article.
 (juin 2024).
Pour les articles homonymes, voir Collinet.
M'vam Georges Collinet né probablement en 1940. Il est connu au début de sa carrière sous le surnom de Maxi Voom Voom, est un radiodiffuseur camerounais-franco-américain. Il est connu pour animer des émissions de radio, notamment Afropop Worldwide, et pour son rôle d'hôte et de créateur d'émissions de télévision et de films documentaires. De 1965 jusqu'à la fin des années 1990, M'vam Georges Collinet anime une émission matinale très populaire diffusée par Voice of America, avec 120 millions d'auditeurs quotidiens. Il est reconnu comme le radiodiffuseur le plus célèbre et le plus influent sur le continent africain.
Son travail se concentre sur l'Afrique. Il a diffusé en français et en anglais.

## Biographie
M'vam Georges Collinet est né au Cameroun d'une mère camerounaise et d'un père français. Il s'installe en France à l'âge de sept ans, où il fait ses études et vit à Néris-les-Bains (Allier) avec sa grand-mère paternelle.
Sa carrière de radiodiffuseur a commencé au début des années 1960  chez Voice of America. De 1965 à la fin des années 1990, il a animé une émission de radio matinale sur Voice of America. Cette émission l'a rendu célèbre dans de nombreux pays africains. Il se distinguait notamment par sa connaissance encyclopédique de la pop africaine et son enthousiasme pour la musique et les musiciens.
Il a déménagé aux États-Unis en 1959 et y réside toujours. Dans les années 1970 et 1980, il travaille à Paris avec des musiciens africains pour développer leur musique et pérenniser leur héritage musical.
En 1988, il commence à animer l'émission de radio Afropop Worldwide , qu'il continue de faire tout en travaillant également sur des programmes télévisés et des films.
Collinet a contribué à la création des Maracas D'Or (la version africaine des Grammy Awards ) ainsi que de « la première revue parisienne consacrée à la musique africaine contemporaine ».
Collinet réalise et développe actuellement des productions télévisuelles ainsi que des films. George Collinet Productions (alias GC Productions) est localisé à Washington, DC.
En 2007, il lance le populaire[réf. nécessaire] podcast hebdomadaire de la Banque mondiale à Washington, DC, intitulé « On the Move ».

## Vie privée
Georges Collinet vit a Washington, DC. Il est marié à Louise Cooki, ils ont un fils Georges-Alexandre.